# Sociobiologija
Sociobiologija je interdisciplinarna veda, ki se ukvarja s proučevanjem bioloških, zlasti evolucijskih osnov socialnega vedenja.
Preučuje razne oblike socialnega vedenja, kot so razmnoževalna vedenja, teritorialnost, lov v tropih in strukturo skupnosti socialnih žuželk. Osnovna predpostavka je, da je selekcijski pritisk spodbudil evolucijo genetskih osnov socialnega vedenja na podoben način, kot je spodbudil druge vrste interakcije z naravnim okoljem.

## Knjige na temo sociobiologije
- Sociobiology: The New Synthesis (Sociobiologija - nova sinteza), E. O. Wilson, 1975
- The Selfish Gene (Sebični gen), Richard Dawkins, 1976
- Biology, Ideology and Human Nature: Not In Our Genes, Richard Lewontin, Steven Rose, Leon Kamin, 1984
- The Blank Slate: The Modern Denial of Human Nature, Steven Pinker, 2002